# Ifjú Einstein
Az Ifjú Einstein (eredeti cím: Young Einstein) 1988-ban bemutatott ausztrál filmvígjáték, melynek elsőfilmes rendezője, forgatókönyvírója, producere és címszereplője Yahoo Serious.

## Cselekmény
Albert Einstein, aki az 1900-as évek elején egy almatermelő fia Tasmániában, a családi vállalkozás helyett a fizika iránt érdeklődik. Apja megmutatja neki nagyapja „laboratóriumát”, egy eldugott fészert, ahol sört készített. Apja elmondja neki, hogy évek óta próbálják bevezetni a buborékokat a sörbe, mondván, hogy aki ezt meg tudja csinálni, az örökre megváltoztatja a világot.
Erős alkoholfogyasztás után Einstein felállítja a tömeg-energia ekvivalencia elméletét (E=MC2), mint képletet a sör atomjainak szétválasztására, hogy buborékokat hozzon létre a sörben. Miután az egész éjszakát előkészületekkel töltötte, felhasít egy söratomot (kalapáccsal és vésővel), amitől a fészer felrobban. Miután Einstein izgatottan megmutatja a szülőknek a képletet és egy pohár buborékos sört, apja arra biztatja, hogy menjen az ausztrál szárazföldre és szabadalmaztassa a képletet. 
A Sydneybe tartó vonaton találkozik a csinos Marie Curie-vel, a Sydney-i Egyetemen tanuló lengyel-francia tudóssal és Preston Prestonnal, a Sydney-i Szabadalmi Hivatal nagyképű vezetőjével. Marie-t lenyűgözi Einstein, míg Prestont bosszantja.
Sydneyben Einstein egy bordélyházban száll meg, és rájön, hogy a szabadalmi hivatal nem fogadja el a tudományos elméleteket. Einstein elmegy, és az egyetemen találkozik Marie-val, csakhogy feldühíti a professzorát azzal, hogy kitörli a munkáját, és megírja a saját elméletét. Bár kirúgják, Marie egyre jobban megkedveli őt. 
Preston megpróbál udvarolni Marie-nak a felsőosztálybeli életmódjával. Egy társasági klubban tartott előadás során a lány megemlíti, hogy érdekli Einstein elmélete. Preston féltékeny, ezért a hivatalnoka behívatja Einsteint, hogy a képletét biztonságba helyezze. Preston átadja a képletet a bajor testvéreknek, egy sörmesterpárosnak, akik a képlet segítségével akarnak meggazdagodni.
Miközben Einstein feltalálja a rock and roll-t és az elektromos hegedűt, románcot kezd Marie-val. Egy tengerparton szörfözést mutat be a lánynak. Amikor távoznak, Marie azt kívánja, bárcsak örökké tartana ez a pillanat. Einstein ihletetten, a helyszínen kitalálja a relativitáselméletet, ami Marie-t lenyűgözi. Amikor visszatérnek a szállodába, a recepciós közli vele, hogy Preston az ő képletével készít egy hordót. Amikor Einstein tiltakozik, a bajor testvérek azt állítják, hogy Einstein őrült, és beutaltatják a bolondokházába. Einstein elektromos hegedűjét tönkreteszik, és őt magát elszigetelve tartják. Marie szembesíti Prestont, aki azt mondja, hogy Einstein semmit sem tett volna a munkájával, és ő csak segíteni akar az embereken.
Marie elmaszkírozva Einstein apjaként beépül az intézménybe, a zuhanyzóban beszélget Einsteinnel, és leleplezi Preston tervét. Amikor Einstein tehetetlenségét fejezi ki, Marie csalódottan távozik. Einstein átépíti hegedűjét elektromos gitárrá, rövidre zárja vele a biztonsági rendszert, és megszökik. 
Miután megtudja, hogy Marie visszatért Franciaországba, Einstein egy kis gőzhajóval Franciaországba hajózik, és visszaszerzi őt azzal, hogy megígéri, megállítja Prestont. A Curie család hőlégballonját használják, és még aznap este elindulnak a Párizsban tartott Nobel-díjkiosztó ünnepségre, amelyen számos feltaláló és tudományos kiválóság vesz részt.
Charles Darwin bejelenti, hogy Preston az idei Nobel-díj nyertese a sörbuborék felfedezéséért. Einstein félbeszakítja Preston beszédét, és megkérdezi, hogy Preston tudja-e, mi történik, amikor egy atomot felhasítanak. Amikor Darwin rájön, hogy Preston tudtán kívül atombombát épített, megparancsolja Prestonnak, hogy hagyja abba. Preston gúnyolódik a figyelmeztetésen, és beindítja a hordót, amely elkezd rázkódni és egyre nagyobb nyomást kezd kialakítani. Einstein a gitárját a hordóhoz erősíti, hogy lecsapolja az energiáját, annak ellenére, hogy Marie figyelmezteti, hogy ez megöli őt. Einstein egy gitárriffet játszik, aminek hatására a hordó elveszti az energiáját. Preston megpróbálja megölni Einsteint, de Marie eszméletlenre veri. Einstein tiszta energiát sugároz, ami hatalmas visszacsatolást, majd robbanást okoz.
Amikor a füst eloszlik, Einsteinről kiderül, hogy sértetlen. Ő és Marie megcsókolják egymást, miközben az összegyűlt tömeg éljenez. Visszatér Tasmániába a hordóval és a Nobel-díjjal. Azt mondja a családjának, hogy a képletet a világnak adja, ahelyett, hogy megtartaná a saját hasznára. Marie megkérdezi, mi lesz, ha a kormányok atomfegyverek előállítására használják a képletet. Einstein naivan kifejezi a világ kormányaiba vetett bizalmát, bejelenti, hogy új elméletet tanult, és ezután eljátszik egy rock and roll dalt.

## Szereplők
| Szerep                     | Színész             | Magyar hang        |
| -------------------------- | ------------------- | ------------------ |
| Albert Einstein            | Yahoo Serious       | Lippai László      |
| Marie Curie                | Odile Le Clezio     | Kisfalvi Krisztina |
| Preston Preston            | John Howard         | Csankó Zoltán      |
| Mr. Einstein, Yahoo apja   | Ian "Peewee" Wilson |                    |
| Mrs. Einstein, Yahoo anyja | Su Cruickshank      |                    |
| szőke hajú nő              | Lulu Pinkus         |                    |
| barna hajú nő              | Kaarin Fairfax      |                    |
| Wolfgang Bavarian          | Jonathan Coleman    |                    |
| Charles Darwin             | Basil Clarke        |                    |
| Brian Asprin               | Steve Abbott        |                    |